# Černucha damašská
Černucha damašská (Nigella damascena) je druh rostliny z čeledi pryskyřníkovité (Ranunculaceae).

## Popis
Jedná se o jednoletou asi 15–40 cm vysokou bylinu. Lodyha je vzpřímená, zpravidla chudě větvená. Listy jsou střídavé, bazální i lodyžní, dolní jsou řapíkaté, horní až přisedlé. Přízemní listy jsou za květu většinou už zaschlé. Čepele jsou hluboce 2–3× členěné v čárkovité až čárkovitě kopinaté asi 1–2 mm široké úkrojky. Těsně pod květem se nachází přeslen listenů, které jsou členěny v čárkovité úkrojky podobně jako listy. Květy jsou oboupohlavné, pravidelné, jednotlivé na vrcholu stonku či větví. Kališní lístků je 5 (ovšem u některých kultivarů jsou zmnožené), jsou petaloidní (napodobují korunu), široce vejčitého tvaru. Jsou většinou světle až sytě modré barvy, u některých kultivarů mohou být bílé až růžové. Korunní lístky jsou přeměněny v nektária, která jsou dvoupyská. Tyčinek je mnoho. Gyneceum je složeno z několika plodolistů. Plodem je měchýřek, měchýřky jsou uspořádány do souplodí, jsou navzájem srostlé v nepravou tobolku, pouze nahoře čnělky jsou volné.

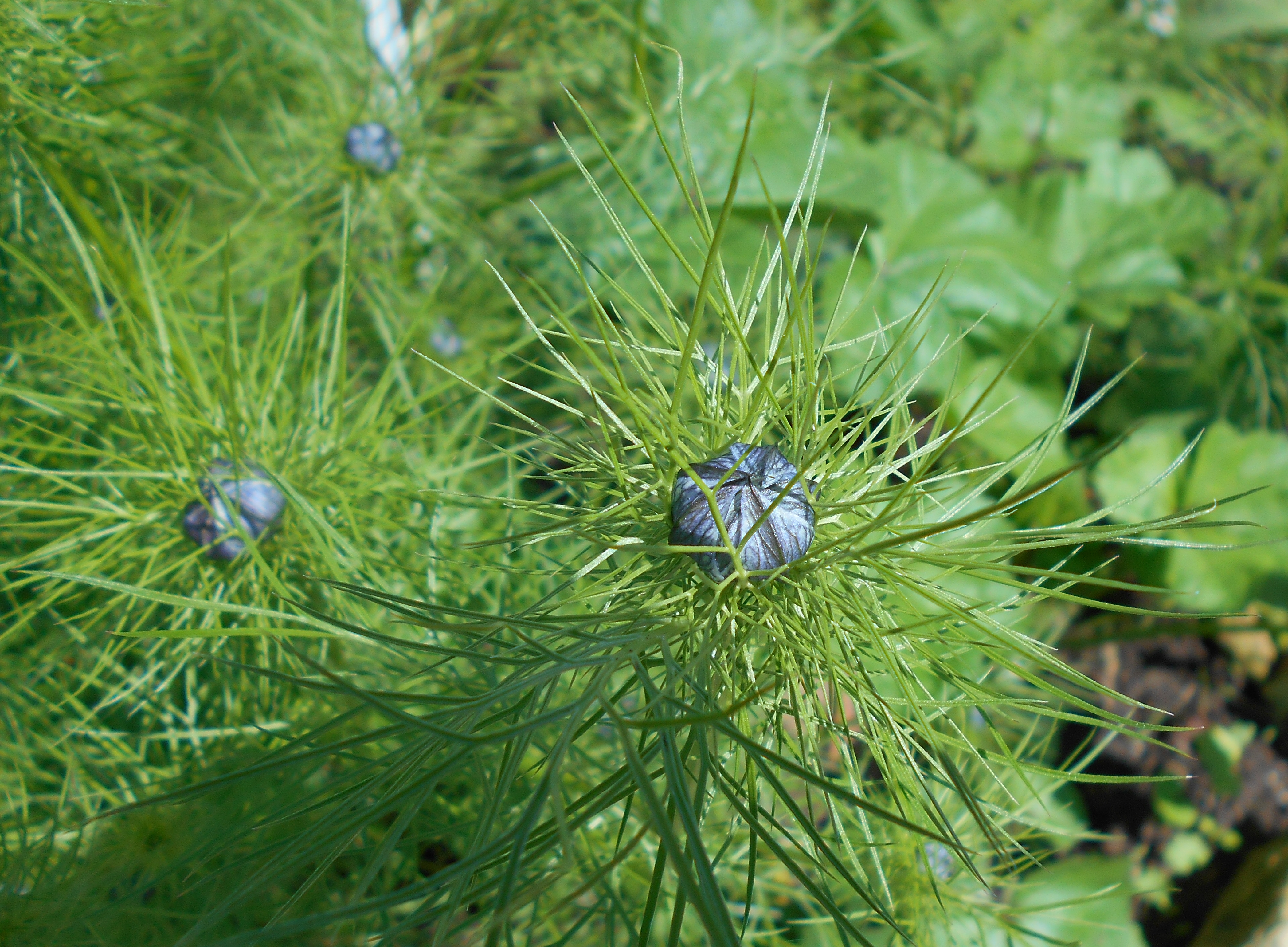
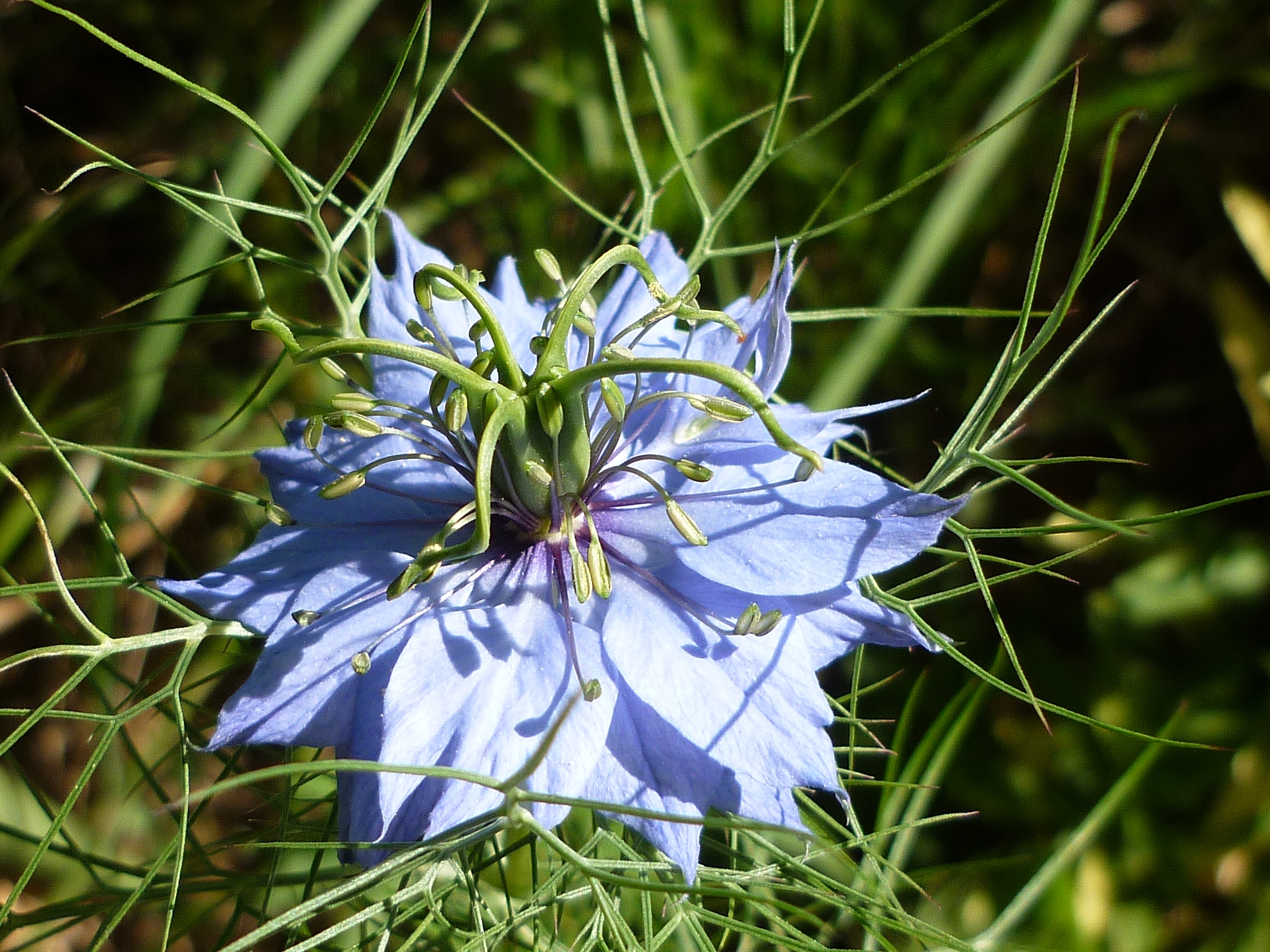
jeden z plnokvětých kultivarů
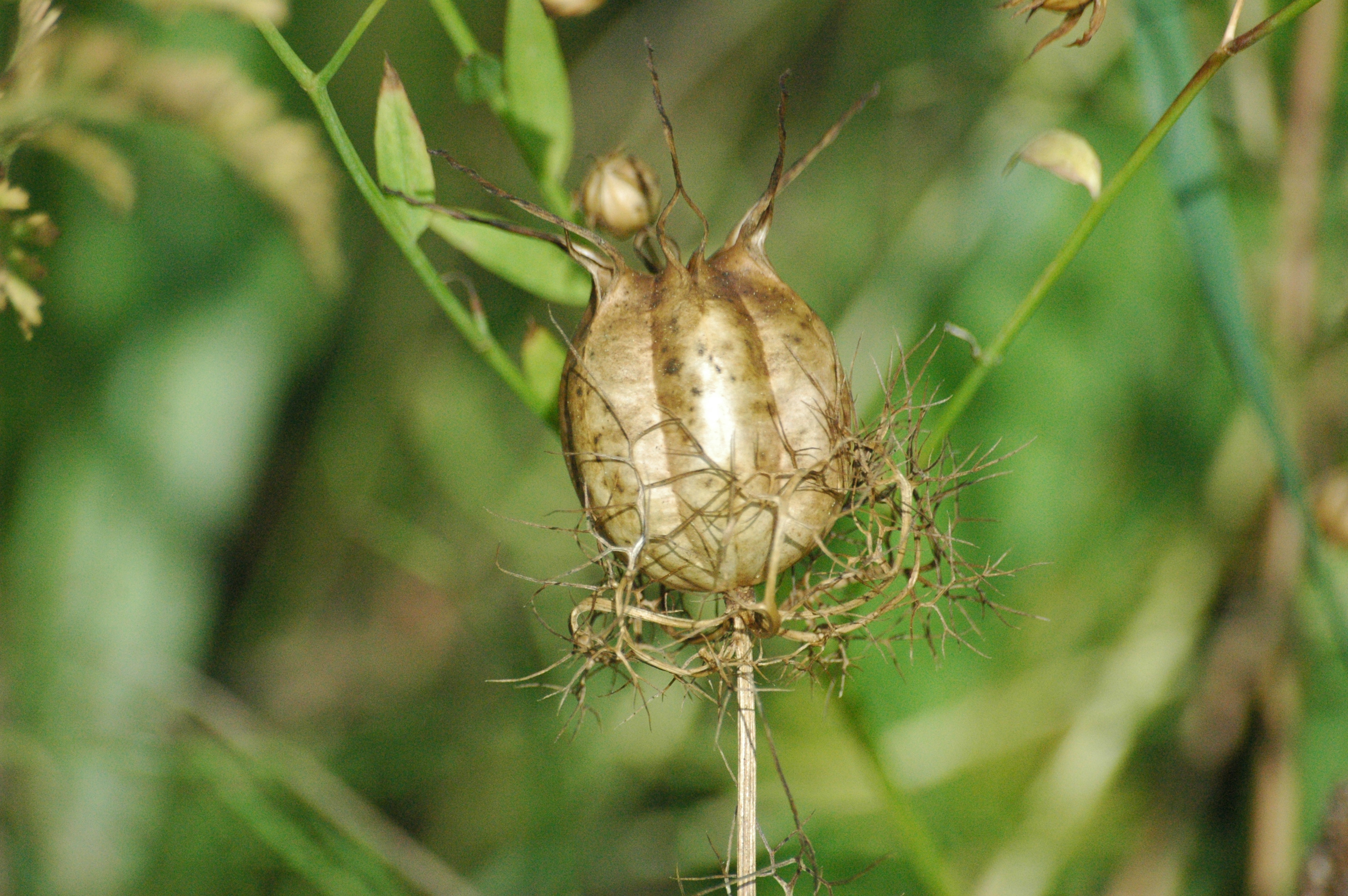
nepravá tobolka za plodu

## Rozšíření
Černucha damašská je přirozeně rozšířena ve východním Středomoří. V ČR to je hojně pěstovaná okrasná letnička, někdy i v plnokvětých kultivarech. Občas pomíjivě zplaňuje.